# Stefan Biskupski (1881–1958)
Stefan Biskupski (ur. 21 września 1881 w Warszawie, zm. 1 czerwca 1958 w Sopocie) – polski rolnik, ziemianin, działacz społeczny, rotmistrz WP, urzędnik państwowy.

## Życiorys
Rodzicami byli Wincenty Piotr Adam Biskupski herbu Szreniawa, adwokat, oraz Izabella z domu Bratkowska herbu Świnka.

### Wykształcenie
Stefan Biskupski uczęszczał do III gimnazjum męskiego w Warszawie i gimnazjum filologicznego w Lipawie. Za udział w gimnazjalnym kółku niepodległościowo-oświatowym został w 1901 wydalony z gimnazjum bez prawa ponownego przyjęcia do rosyjskiej szkoły państwowej. Do kółka należeli również Bronisław Bielecki, Medard Downarowicz, Michał Rouba i Zygmunt Ossowski. 1 października 1901 został powołany na rok do armii rosyjskiej. W 38 Pułku Dragonów kończy sześciomiesięczną szkołę podoficerską, a następnie po dodatkowym kursie i egzaminie awansuje do stopnia chorążego. Po przejściu do rezerwy Stefan Biskupski był powoływany na ćwiczenia 38 Pułku Dragonów i 7 Pułku Ułanów. Po zwolnieniu do rezerwy rozpoczyna studia w szkole rolniczej w Taborze (Austro-Węgry). Po ukończeniu pierwszego roku studiów, przeniósł się na Wydział Rolniczy Uniwersytetu w Lipsku. Stefan Biskupski zakończył studia w 1905 roku zdając egzamin dyplomowy. W czasie studiów w Lipsku prowadził działalność niepodległościową wśród miejscowej społeczności polskiej.
Po odbyciu praktyki zawodowej Stefan Biskupski powrócił do kraju i został administratorem majątku ojca w Zawadzie powiatu włocławskiego. Po 1912 prowadzi własny majątek Miecze w powiecie grajewskim.

### I wojna światowa
Po ogłoszeniu mobilizacji w sierpniu 1914 Stefan Biskupski został powołany do armii Imperium Rosyjskiego. Pracował w organizacji przemieszczania wojsk rejonu warszawskiego. Następnie był pomocnikiem naczelnika Wydziału Przewozu Wojsk Frontu Zachodniego w Mińsku. Został awansowany na stopień porucznika. 24 lipca 1917 został sformowany I Korpus Polski w Rosji. Stefan Biskupski zgłosił zamiar przeniesienia do Korpusu, ale na prośbę szefa sztabu Korpusu gen. Władimira Agapiejewa pozostał na swoim stanowisku. Dzięki temu od początku formowania I Korpusu Polskiego mógł wspomagać w konspiracji jego działania. Organizował transporty oddziałów i ładunków Korpusu, zwłaszcza w czasie koncentracji Korpusu i podczas wojny z bolszewikami, utrudniał przemieszczania się sił przeciwnika, dostarczał informacji wywiadowczych. W lutym 1918 Stefan Biskupski uczestniczy w wypędzaniu bolszewików z Mińska, obsadzając z grupą harcerzy i polskich żołnierzy dworzec wileński w Mińsku, następnie utrzymując go do chwili wkroczenia Niemców. Został wtedy formalnie członkiem I Korpusu Polskiego. Po zawarciu porozumienia dowództwa Korpusu z Niemcami, Stefan Biskupski zostaje przydzielony do przedstawicielstwa Polskiej Siły Zbrojnej, jako oficer łącznikowy. Zajmował się w tym czasie skrytym wywożeniem sprzętu wojskowego i transportów żołnierzy I Korpusu z Bobrujska.

### Rozbrajanie Niemców na terenie Podlasia
Po rozbrojeniu Korpusu w sierpniu 1918 wraca do majątku Miecze, na terenach pod okupacją niemiecką. Tworzy tajną organizację młodzieży wiejskiej i milicję powiatową. W listopadzie 1918 Stefan Biskupski, jako komendant milicji, bierze udział w rozbrajaniu Niemców. Zostaje aresztowany, a następnie uwolniony przez połączone siły P.O.W. i milicji powiatowej. Oddział niemiecki i członkowie lokalnej administracji wojskowej zostali rozbrojeni, a przysłany niemiecki oddział interwencyjny odparty. Ochotnicy ze wsi Miecze uniemożliwili w tym czasie wywiezienie przez Niemców urządzeń tartaku parowego pobliskiego leśnictwa, taboru kolejki i zapasów drewna. Stefan Biskupski był z ramienia Ministerstwa Spraw Wewnętrznych mężem zaufania podczas przejmowania władzy w powiecie grajewskim. Był również oddelegowany do pertraktacji z radami żołnierskimi w sprawie ewakuacji jeńców i przewozu wojsk marszałka Mackensena.

### Wojna polsko-bolszewicka
Podczas wojny polsko-bolszewickiej 2 sierpnia 1920 wstąpił do Szwadronu Zapasowego 10 Pułku Ułanów Litewskich w Grajewie, gdzie został dowódcą II oddziału uzupełnień. Następnie jego macierzystą formacją był 9 Pułku Strzelców Konnych. Został zweryfikowany w stopniu rotmistrza rezerwy ze starszeństwem z dniem 1 czerwca 1919.

### Dwudziestolecie międzywojenne
Stefan Biskupski został zwolniony z wojska w końcu stycznia 1921. Powrócił do majątku Miecze. Zaangażował się w działalność społeczną. Był:

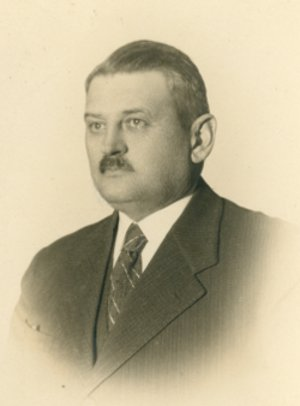
Stefan Biskupski 1937

- prezesem Okręgowego Towarzystwa Rolniczego,
- prezesem Związku Ziemian,
- założycielem Powiatowego Związku Obrony Kresów Zachodnich,
- jednym z założycieli i członkiem zarządu Powiatowej Spółdzielni Rolniczo-Handlowej,
- członkiem zarządu Syndykatu Rolniczego w Szczuczynie,
- członkiem komisji rolnej Wydziału Powiatowego w Grajewie,
- założycielem i prezesem straży pożarnej na terenie wsi Miecze i kilku wsi sąsiednich..

Majątek Miecze został rozparcelowany w ramach reformy rolnej z 1925. Stefan Biskupski zamieszkał z rodziną w Warszawie i wstąpił na służbę państwową. Jako inspektor organizacji gospodarstw pracował w Ministerstwie Rolnictwa i Reform Rolnych, a następnie jako radca w Najwyższej Izbie Kontroli.

### Po II wojnie światowej
Stefan Biskupski zamieszkał z rodziną w Sopocie. Zajmował się problematyką zagospodarowania Ziem Odzyskanych, zwłaszcza badaniem możliwości osuszenia Zalewu Wiślanego.
Zmarł w Sopocie 1 czerwca 1958.
Pochowany na Cmentarzu Powązkowskim w Warszawie (kwatera 79-6-29/30/31).

## Rodzina
Stefan Biskupski poślubił w 1910 Helenę Prostwiłł-Boryssowicz herbu Dryja (1889-1990), corkę powstańca styczniowego, znanego lekarza ginekologa, Teodora Prostwiłł-Boryssowicza.
Mieli troje dzieci:
- Janinę Padlewską (1911-2008),
- Jerzego Biskupskiego (1915-1916),
- Sławomira Biskupskiego (1921-1944), kaprala-podchorążego AK, żołnierza pułku „Baszta”, poległego w Powstaniu Warszawskim[15].

## Odznaczenia
- Order Świętej Anny III klasy,
- Order Świętego Stanisława III klasy,
- Medal Niepodległości,
- Medal za przeprowadzenie mobilizacji,
- Odznaka honorowa Czerwonego Krzyża za ewakuację rannych,
- Odznaka honorowa za zdobycie Mińska w 1918, nadana przez Radę Polską Ziemi Mińskiej,
- Odznaka honorową „Obrońcom Mińska”, nadana przez Komitet Obywatelski Ziemi Mińskiej.